# Azitromicina
La azitromicina es un antibiótico de amplio espectro del grupo de macrólidos que actúa contra varias bacterias grampositivas y gramnegativas. También es efectiva contra Mycoplasma pneumoniae, Treponema pallidum, Chlamydia y Mycobacterium avium complex.
Esto incluye las infecciones del oído medio, la faringitis estreptocócica, la neumonía, la diarrea del viajero y algunas otras infecciones intestinales. También puede utilizarse para varias infecciones de transmisión sexual, como las de clamidia y gonorrea. Junto con otros medicamentos, también puede utilizarse para la malaria. Puede tomarse por vía oral o intravenosa, con dosis una vez al día.

## Historia
Un equipo de investigadores de la compañía farmacéutica Pliva en Zagreb, RS Croacia, Yugoslavia, conformado por Gabrijela Kobrehel, Gorjana Radobolja-Lazarevski y Zrinka Tamburašev, y dirigido por el Dr. Slobodan Đokić, inventaron la azitromicina en 1980.
En 1981, Pliva presentó una solicitud de patente para azitromicina en la ex Yugoslavia y posteriormente la patentó en todo el mundo, incluso en los Estados Unidos, cuando el medicamento todavía estaba en fase de prueba antes de su aprobación final por las autoridades sanitarias pertinentes. En 1986, las conversaciones entre Pliva y Pfizer finalmente condujeron a un acuerdo de licencia a través del cual ambas compañías se beneficiarían de la comercialización del antibiótico. Según el acuerdo, Pfizer adquirió el derecho de vender azitromicina en todo el mundo mientras que Pliva mantuvo el derecho de vender el producto en Europa central y oriental, además de obtener regalías por las ventas de Pfizer.

## Farmacocinética
La azitromicina tiende a ser más estable que la eritromicina al pH gástrico.
La azitromicina se absorbe rápidamente desde el tracto gastrointestinal alcanzando el pico de concentración sérica a las dos horas desde su ingesta por vía oral.
La biodisponibilidad de la azitromicina varía entre un 35 y un 42%, siendo significativamente disminuida (hasta en un 50%) por la presencia de alimentos en el tracto digestivo.
La azitromicina penetra rápida y extensamente en los tejidos: piel, pulmones, amígdalas, cuello uterino y próstata.
Permanece en los leucocitos polimorfonucleados in vitro por varias horas aún después de que la sustancia extracelular ha sido eliminada y su liberación puede ser estimulada por fagocitosis.
Los niveles en los macrófagos y PMN pulmonares, tejido de las amígdalas, tejidos genitales o pélvicos permanecen elevados por períodos largos con una vida media tisular de 2 a 4 días. Esta característica permite la administración de una única dosis para el tratamiento de enfermedades de transmisión sexual y de regímenes de tratamiento de 3 a 5 días para infecciones de la piel, tejidos blandos y algunas infecciones respiratorias. La azitromicina tiene metabolismo hepático por desmetilación (25%).[cita requerida]

## Uso clínico

### Espectro de acción
La azitromicina es activa frente a infecciones causadas por las siguientes bacterias: 
1. aerobios grampositivos: Staphylococcus aureus, Streptococcus pyogenes, Streptococcus pneumoniae, estreptococos alfahemolíticos (grupo viridans) y otros estreptococos, y Corynebacterium diphtheriae;
2. aerobios gramnegativos: Haemophilus influenzae, Haemophilus parainfluenzae, Branhamella catarrhalis, Legionella pneumophila, Bordetella pertussis, especies de Acinetobacter y de Shigella, Plesiomonas shigelloides, Bordetella parapertussis, Vibrio cholerae y V.parahaemolyticus,
3. anaerobios: Bacteroides fragilis y otras especies de Bacteroides, Clostridium perfringens, especies de Peptococcus y especies de Peptostreptococcus, Fusobacterium necrophorum y Propionibacterium acnes;
4. microorganismos causantes de enfermedades de transmisión sexual: Chlamydia trachomatis, Treponema pallidum, Neisseria gonorrhoeae y Haemophilus ducreyi;
5. otros microorganismos: Borrelia burgdorferi, Chlamydia pneumoniae, Toxoplasma gondii, Mycoplasma pneumoniae, Mycoplasma hominis, Ureaplasma urealyticum, Pneumocystis carinii, Mycobacterium avium, especies de Helicobacter (Campylobacter), Listeria monocytogenes, Yersinia enterocolitica, Yersinia pseudotuberculosis y Yersinia pestis.

### Indicaciones
La azitromicina es utilizada para tratar ciertas infecciones del tipo de la bronquitis; neumonía; y enfermedades de transmisión sexual (ETS). Además, la azitromicina ha sido utilizada de manera segura y efectiva para el tratamiento de infecciones pediátricas entre las cuales se encuentran: faringitis y amigdalitis, otitis media, infecciones del tracto respiratorio e infecciones de la piel y otros tejidos blandos. Funciona al detener el crecimiento de las bacterias. Los antibióticos no tienen ningún efecto sobre los resfriados, la gripe y otras infecciones virales.
La azitromicina también se usa para tratar la infección por H. pylori y la enfermedad de Lyme precoz. También se usa para prevenir la infección al corazón en aquellos pacientes que deberán someterse a procedimientos dentales o de otro tipo. En adultos la azitromicina ha sido usada principalmente para el tratamiento de enfermedades de transmisión sexual como infecciones por Chlamydia trachomatis, linfogranuloma venéreo, uretritis no gonocóccica, enfermedad pélvica inflamatoria, gonorrea, sífilis, chancroide y donovanosis. Se puede administrar una vez al día para inflamaciones. En caso de infecciones bucofaríngeas administrar cada veinticuatro horas.
La azitromicina también se ha usado para infecciones del tracto respiratorio superior y en infecciones por agentes como: Salmonella, Campylobacter jejuni, Shigella, Toxoplasma gondii, Mycobacterias no tuberculosas, criptosporidiosis, etc. También se ha usado en fiebre tifoidea y como profilaxis de la malaria. Más recientemente se estudia como posible blanco alternativo en el tratamiento de la fibrosis pulmonar
En resumen, está indicada en el tratamiento de infecciones urinarias comunes de transmisión sexual e infecciones genitales no complicadas debidas a Chlamydia trachomatis y Neisseria gonorrhoeae no multirresistente.

#### Dosificación
Su dosificación en la mayoría de los esquemas contempla la administración de una dosis total de 1,5 g. Dada su prolongada vida media, este puede ser administrado en una sola toma diaria.
En faringitis una dosis de 500 mg, al día durante tres días suele ser eficaz. En amigdalitis, sobre todo las supuradas, se debe alargar el tratamiento a cinco días (1 comprimido al día durante cinco días).
En bronquitis, bronconeumonías y neumonías, otitis media y sinusitis, suele ser eficaz la pauta de tres días (500 mg al día tres días).
En uretritis no gonocócica es muy eficaz una sola dosis de 1 g en una sola toma.
En sífilis, en alérgicos a la penicilina se ha empleado con éxito una dosis única de 1,5 g vía oral.
En inflamación o infección del tejido que rodea a la muela del juicio lo recomendable es una dosis de 500 mg por 3-5 días como máximo.

##### Dosificación pediátrica
- En general, 10 mg/kg/día, en una sola toma diaria, con un máximo de 500 mg, y durante 3 días. Una alternativa es: 10 mg/kg el primer día, seguido de 5 mg/kg/día los siguientes 4 días. En faringitis estreptocócica (en casos de alergia anafiláctica a antibióticos betalactámicos) la dosis es de 20 mg/kg/día, durante 2 días (también, dosis diaria máxima de 500 mg).[8]
- También se usa en el tratamiento de la infección crónica por Pseudomonas en niños con fibrosis quística.

### Efectos adversos
Es bien tolerado, al igual que los demás macrólidos, mostrando escasos efectos secundarios a dosis terapéuticas. Los más frecuentes son malestar gastrointestinal (náuseas, dolor abdominal, vómitos, diarrea, flatulencias) y elevación de enzimas hepáticas aminotransferasa sin trascendencia clínica.

### Riesgo cardiovascular
Investigadores de la Universidad Vanderbilt observaron los registros de miles de pacientes de salud pública Medicaid en Tennessee durante 14 años. Encontraron un riesgo 2,5 veces mayor de muerte por ataque cardíaco en los primeros cinco días de uso de azitromicina comparado con el consumo de otros antibióticos (amoxicilina) o de ningún medicamento.
Los hallazgos de WA. Ray y cols. han llevado a las agencias reguladoras a advertir del riesgo cardiovascular asociado al uso de este fármaco. Según la FDA los pacientes con mayor riesgo son: ancianos, pacientes con prolongación conocida del intervalo QT, pacientes que toman regularmente fármacos antiarrítmicos, pacientes con niveles bajos de potasio o magnesio, o bradicardia. No obstante, también recuerdan la necesidad de contextualizar los hallazgos citados y usar en todo caso con prudencia el fármaco (que en países como España, solo se puede adquirir con prescripción médica).
Svanström y colaboradores no encontraron ninguna asociación entre el consumo de azitromicina y el riesgo cardiovascular.

### Presentaciones
Algunos nombres comerciales son Azimut, Koptin, Azitrom y Zitromax.
A pesar de la publicidad de marcas en este medio, los usuarios pueden encontrar el principio activo en forma de genérico en cualquier farmacia.

## Investigación en COVID-19
Desde inicios de la pandemia por COVID-19 en el 2020, se estudió el uso de la azitromicina junto con otros medicamentos para el tratamiento y la prevención de la COVID-19. Sin embargo, se ha demostrado que el tratamiento con azitromicina no disminuye la mortalidad por COVID-19 ni causa mejoría clínica en los enfermos, sin importar la gravedad de su enfermedad. Así mismo, no hay pruebas sólidas que apoyen la combinación de azitromicina con hidroxicloroquina para tratar la COVID-19. Debido a esto y al riesgo de efectos adversos y de desarrollo de resistencia bacteriana a antibióticos, actualmente no se recomienda el uso de azitromicina ni de otros antibióticos para el tratamiento o la prevención de la COVID-19.